# 范畴 (康德)
在康德的哲学中，范畴（原文中的Categorie或现代标准德语中的Kategorie）是知性（Verstand）的纯粹概念。 康德列举了十二个范畴。
范畴是一般对象在被经验之前（先验）的表象特征，是对事物做归类的属性依据。与亚里士多德类似，康德用“范畴”来指代“知性里的纯粹概念，它适用于直观的对象，并且是先验的。“ 
康德写道：“他们是对一般对象的概念，通过范畴，直觉被认为是判断力的逻辑功能之一。” 
这样的范畴（category）与平时英语中的类别（category）不同，它不是分类划分。相反，它是一般对象的可能性的条件。

## 判断表
康德认为，人类理解（德语：Verstand，希腊语：dianoia “διάνοια”，拉丁语：ratio）思考和认识物体的能力与对物体做出口头或书面判断的能力相同。他说：“我们的判断能力就等于我们的思考能力。”  判断是认为某事物具有某种品质或属性的想法。例如，“玫瑰是红的”这句话就是一个判断。康德创建了一个表格，列出了与所有一般对象相关的判断的形式。
| 类别 | 判断     | 判断   | 判断   |
| ---- | -------- | ------ | ------ |
| 数量 | 普遍的   | 特别的 | 单数   |
| 质量 | 肯定     | 消极的 | 无穷   |
| 关系 | 分类的   | 假想   | 析取式 |
| 模态 | 有问题的 | 断言   | 绝对论 |

康德使用这个判断表作为类别表的模型。总而言之，这些十二个表格构成了康德哲学体系的建筑概念的形式结构。

## 类别表
| 类别 | 类别                                    | 类别                           | 类别          |
| ---- | --------------------------------------- | ------------------------------ | ------------- |
| 数量 | 统一                                    | 复数                           | 整体性        |
| 质量 | 现实                                    | 否定                           | 局限性        |
| 关系 | Inherence and Subsistence（本质与偶然） | 因果关系和依赖性（原因和结果） | 社区（互惠）  |
| 模态 | 可能/不可能                             | 存在/不存在                    | 必要性/偶然性 |